# Rectospiroloculina
Rectospiroloculina es un género de foraminífero bentónico de la familia Spiroloculinidae, de la superfamilia Milioloidea, del suborden Miliolina y del orden Miliolida. Su especie tipo es Rectospiroloculina duncanensis. Su rango cronoestratigráfico abarca el Holoceno.

## Clasificación
Rectospiroloculina incluye a las siguientes especies:
- Rectospiroloculina ballenaensis
- Rectospiroloculina duncanensis
- Rectospiroloculina galapagosensis